# Zen und die Kunst ein Motorrad zu warten
Zen und die Kunst ein Motorrad zu warten (Originaltitel: Zen and the Art of Motorcycle Maintenance) ist ein Werk des US-amerikanischen Autors Robert M. Pirsig. Das 1974 zuerst in Amerika erschienene und oft als „Roman“ vermarktete Buch kombiniert die Erzählung einer langen Reise auf einem Motorrad mit Überlegungen zur zeitgenössischen Kultur der amerikanischen Gesellschaft, zwischen deren gegensätzlichen Konzepten des „romantischen“, systemkritischen und „klassischen“ Denkens des Establishments Pirsig sich zu vermitteln bemüht.
Die Verbindung zweier ikonografischer Themen im Titel, das Versprechen einer Lösung der amerikanischen Krise, der pädagogische Ansatz einer exemplarischen Analyse und das Thema der Spaltung und Veränderung der Persönlichkeit hatten eine enorme Resonanz. Es war „eines der erfolgreichsten Bücher der Nachkriegszeit, die Bibel einer ganzen Generation.“ Es war „das meistverkaufte Philosophiebuch aller Zeiten“, „ein Weltbestseller, und alle Leute kauften diesen dicken Roman, weil sie sich von dem Titel angezogen fühlten, doch wenn man danach fragte, hatten es die wenigsten gelesen.“

## Übersicht
Die Rahmenhandlung ist die Beschreibung einer 2000-Meilen-Reise von zunächst vier Personen in siebzehn Juli-Tagen Ende der 1960er Jahre auf zwei Motorrädern. Die Tour startet in Minneapolis westlich der Großen Seen und führt über die großen Ebenen Nordamerikas in die Rocky Mountains und von dort nach dem Ausscheiden der Freunde auf nur noch einem Motorrad weiter zur Westküste. Der vierzigjährige Ich-Erzähler, der als Autor von technischen Handbüchern arbeitet, sein Sohn Chris und ein befreundetes Paar weichen den großen Straßen und Städten aus und suchen die Ursprünglichkeit der Landschaft und der Menschen auf den Neben- und Landstraßen des „boring hinterland“.
Themen der Reiseerzählung sind die Anstrengungen des Fahrens, Wetterereignisse, Treffen mit alten Freunden oder Bekannten sowie immer wieder die Wartung der Maschinen, an denen unter anderem die Kettenspannung neu justiert, die Zündkerzen gereinigt und der Reifendruck der schwer beladenen Maschinen kontrolliert werden muss – alles in allem relativ einfache Handgriffe zur Gewährleistung der mechanischen Funktionen. Die den Reisebericht unterbrechenden eingeschobenen Vorträge werden vom Erzähler als Chautauquas bezeichnet, ein Begriff aus einer amerikanischen Bildungsbewegung des späten 19. und frühen 20. Jahrhunderts, die mit einer Mischung aus Lehrvorträgen und Unterhaltung Bildung in den ländlichen Raum getragen hat. Die Inhalte dieser Vorträge des Erzählers kreisen um die Verständlichkeit von Gebrauchs- und Reparaturbeschreibungen, um konkrete Hinweise zur Vorbereitung von Reparaturen, um die kulturelle Krise Amerikas in den 1960er und frühen 1970er Jahren und um Ausschnitte aus der Wissenschafts- und Philosophiegeschichte.
Neben die Reise und die Vorträge tritt als drittes Hauptthema die aus Erinnerungen und Briefen rekonstruierte intellektuelle Biografie des Erzählers und seines Alter Egos, Phaedrus. Mit dem Schwerpunkt der Geschichte ihrer Kämpfe gegen universitäre Autoritäten wird die Erzählung auch eine nachträgliche Rechtfertigung ihrer Positionen. Phaedrus scheint zunächst ein für den Erzähler charismatischer Lehrer gewesen zu sein, aus dem immer deutlicher das Alter Ego des Ich-Erzählers vor seiner Zwangsbehandlung mit Elektroschocks hervortritt. Die Urheberschaft seiner heutigen Ideen schreibt der Erzähler Phaedrus zu, von dessen ihn erschreckender Wiedererscheinung er sich durch die Erinnerungsarbeit befreien will. Insofern ist die Reiseerzählung ein Bericht über Phaedrus’ Weg in den psychischen Zusammenbruch und auch das Tagebuch einer Selbsttherapie des Erzählers. Darüber hinaus wird ihm deutlich, dass der mitfahrende zwölfjährige Sohn, Chris, mehr und mehr ein kompromissloses, unnachgiebiges Verhalten zeigt, in dem der Vater Vorzeichen seiner eigenen Erkrankung sieht. Indem der Erzähler sich am Ende Chris gegenüber zu seiner Krankheit bekennt, kann er den Sohn von seinen ungestellten Fragen erlösen und die Basis eines neuen Miteinanders schaffen.

## Titel
Mit dem auf den ersten Blick rätselhaften Titel werden die beiden sich gegenüberstehenden Kulturen einer „romantischen“, auf das Hier und Jetzt orientierten emotionalen Weltwahrnehmung und die der dominierenden „klassischen“, rationalen, analytischen Gegenkultur bezeichnet. Der Titel benennt so das Thema einer die amerikanische Gesellschaft seit den 1960er Jahren zerreißenden „Dichotomie“ zweier Weltanschauungen, der der „Systemgegner“ und der des „Establishments“, die der Autor miteinander versöhnen will.
Diesen Kulturkampf verdeutlicht Pirsig am für beide Kulturen anschaulichen Beispiel der Wartung von Motorrädern, die von den Romantikern oft für ihre Fluchten ins offene Land benutzt würden, aber „von klassisch denkenden Köpfen erfunden“ worden seien. Es geht ihm, wie der Untertitel ankündigt, um diese Kulturanalyse der amerikanischen Gesellschaft, ihre sich nur scheinbar ausschließenden Werte, Haltungen und zugrundeliegenden Strukturen.
In seiner Vorbemerkung erklärt der Autor, sich „im Wesentlichen“ an den Fakten zu orientieren, schließt hiervon aber explizit den Zen-Buddhismus und die Pflege von Motorrädern aus, die von Pirsig nur symbolisch, zur Veranschaulichung verwendet werden. Die Beschäftigung mit dem Zen-Buddhismus hatte für Robert M. Pirsig eine große persönliche Bedeutung; im Roman kann der Erzähler nach der Rückkehr der Krankheitssymptome mit Hilfe des Zen, seiner Balance und Harmonie die Spaltung seiner Persönlichkeit überwinden. Die Idee dieser persönlichen und gesellschaftlichen Synthese ist daher das eigentliche Thema des Buches.
Der Titel ist eine Anspielung auf Eugen Victor Herrigels Buch Zen in der Kunst des Bogenschießens von 1948.

## Details der Motorradreise
Nach Edward Abbey in der New York Times ist der Roman eine fiktionalisierte Autobiographie einer Reise, die Pirsig zusammen mit seinem Sohn Chris auf einem Motorrad vom Typ Honda CB 77 Super Hawk (Baujahr 1966) von Minnesota nach Nord-Kalifornien 1968 unternahm. Vater und Sohn werden während der ersten neun Tage der Reise von den Freunden John und Sylvia Sutherland auf einer BMW R60/2 begleitet, von denen sie sich in Montana trennen.
Die Routenauswahl wird im Roman wie folgt beschrieben: „Landstraßen zweiter Ordnung ziehen wir vor. Asphaltierte Bezirksstraßen stehen ganz oben, dann kommen Staatsstraßen, Autobahnen meiden wir, wo es geht.“ Die Motorradreise führt gemäß den Ortsangaben der Romans über ca. 4500 Kilometer durch insgesamt sieben Bundesstaaten:
- Minnesota: Minneapolis → Breckenridge
- North Dakota: Ellendale → Hague
- South Dakota: Herreid → Mobridge → Lemmon → Bowman
- Montana: Baker → Miles City → Laurel → Red Lodge → Cooke City → Yellowstone-Nationalpark → Gardiner → Bozeman → Montana State University → Missoula → Three Forks → Butte → Anaconda → Philipsburg → Hall → Lolo Pass → Billings
- Idaho: White Bird → Riggins → New Meadows → Cambridge → Brownlee Dam
- Oregon: Richland → Baker City → Unity → Dixie Pass → Prairie City → Dayville → Mitchell → Prineville → Bend → La Pine → Crater Lake → Upper Klamath Lake → Medford → Grants Pass
- Kalifornien: Crescent City → Arcata → Leggett → Ukiah → Hopland → Cloverdale → Asti → Santa Rosa → Petaluma → Novato → San Francisco

Wendy K. Pirsig spendete 2019 das restaurierte Straßenmotorrad ihres 2017 verstorbenen Ehemanns zur Ausstellung an das National Museum of American History in Washington, D.C.

## Kontext der sozialen Krise
Der Erzähler nimmt die ihn umgebende Gesellschaft als in zwei Kulturen tief gespalten und in Frontlinien erstarrt wahr. Diesen sich in den 1960er Jahren entwickelnden Konflikt beschreibt er als den von Hippies und Beatniks auf der einen und dem Establishment auf der anderen Seite. Da der Rassismus und die Bürgerrechtsbewegung jener Zeit mit keinem Wort erwähnt werden, beschreibt der Erzähler im Wesentlichen einen Konflikt innerhalb der weißen Mehrheitskultur.
Ursache dieses Kulturkampfes ist für den Erzähler der Zivilisationszweifel, der Sinnverlust eines großen Teils seiner Zeitgenossen, den er nicht auf den späten Kampf um die Gleichstellung der Rassen, nicht auf den Vietnamkrieg und die breite Protestbewegung und auch nicht auf kaum erwähnte wirtschaftliche Machtverhältnisse und die Umweltzerstörung zurückführt. Ursache seien zwei Arten der Weltwahrnehmung, eine dominierende „klassische“, rationale(re), strukturorientierte, männliche, unemotionale, ökonomische, in Teilen und Komponenten denkende und eine zweite, „romantische“, auf Intuition, Gefühl und ästhetisches Bewusstsein orientierte Kultur oder Weltanschauung. Diese zweite, romantische Kultur werde vom Establishment als genusssüchtig und parasitär missverstanden wie auch umgekehrt von diesem romantischen Standpunkt das klassische Denken als überkontrolliert, vermessen, unterdrückend und seelisch leer gesehen werde. Beide Seiten hätten sich zunehmend entfremdet und sich voller Hass gegeneinander gewendet. Der Erzähler, der beide Sichtweisen oder Kulturen für teilweise berechtigt bzw. realistisch hält, sucht eine Möglichkeit, beide zu vereinen, ohne ihnen Gewalt anzutun.
Als Aufbruch in ein wieder zu vereinendes Land ist die Reise mit dem Motorrad daher eine doppelte Metapher: Sie ist erstens eine Rückkehr in die Vergangenheit des Erzählers vor seiner staatlich angeordneten Behandlung mit Elektroschocks und der darauffolgenden Veränderung seiner Persönlichkeit – die Reise ist so ein Bild für die Suche nach sich selbst. Damals war der Erzähler zum Beispiel in der auf dem Weg liegenden Kleinstadt Bozeman in Montana an der State University beschäftigt und galt dort als „radikaler“ Dozent, der seiner Meinung nach wegen seiner revolutionären Ideen unter dem Vorwand einer angeblich notwendigen Behandlung zum Schweigen gebracht werden sollte. In einer zweiten Bedeutung wird die gemeinsame Reise mit den beiden eher „romantischen“ Mitgliedern der Gruppe (John und Sylvia) auch zur Metapher für den Versuch einer Heilung des die amerikanische Gesellschaft prägenden Konflikts, zwischen dessen Fronten der Erzähler vermitteln will.

## Komposition und Erzählweise
Die Erzählung ist in vier Teile und 32 Kapitel wechselnder Länge gegliedert, die die zusammen siebzehn Tage beschreiben. Dass der Rahmen der Reise der Erzählung äußerlich ist, zeigt sich auch daran, dass die für eine Reisebeschreibung wesentliche zeitliche Gliederung kein offenes Gliederungskriterium ist, sondern aus der Erzählung erst herausgelesen werden muss. Tourberichte und Vorlesungen wechseln sich ab, wobei die theoretischen und biografischen Abschnitte mehr als vier Fünftel des Textes ausmachen. Der Ich-Erzähler schreibt im Präsens, das die Unmittelbarkeit der Erlebnisse unterstreicht. In den eher systematischen, philosophischen Abschnitten gibt der Erzähler die Ansichten der Phaedrus-Figur wieder, der sein wichtigster Ideengeber sei – hier wird der „Erzähler“ zum „Sprecher“ eines anderen. Da die Erzählung sich in zentralen Punkten mit der Lebensgeschichte Pirsigs deckt, bestätigt sich die Vorbemerkung des Autors und gibt den Sequenzen über die Reise und die Krankengeschichte den Charakter der Autofiktion.
Eingestreut in den Reisebericht ist mit wachsendem Umfang eine Reihe von Vorträgen, die sich nur in wenigen Fällen unmittelbar aus den Reiseerlebnissen ergeben und auch nicht an die Mitreisenden gerichtet sind: Typische Überleitungen gehen nicht auf die gerade erlebten Reiseereignisse und die Gruppenmitglieder ein, sie sind meist Verlautbarungen ins Off der Leserschaft. Nur in zwei Situationen ergeben sich die Lehrvorträge in einem Dialog mit dem kleinen Kreis der Freunde und Bekannten. Damit wird der Reisebericht zu einem lockeren Rahmen um einen davon weitgehend unabhängigen Vortragskern. Aber dennoch reagieren die Mitreisenden an mehreren Stellen auf diese Reden an nicht anwesende Leser, indem sie seine geistige Abwesenheit ansprechen. Die Grundstruktur der Erzählung ist daher die eines doppelten bzw. gespaltenen Kosmos’, der mit der Psyche des Erzählers korrespondiert. Diese beiden auseinander liegenden Welten werden nur selten narrativ verbunden: Zum Beispiel, als der Erzähler die Lösung seines theoretischen Hauptproblems, der Qualität, in dem Moment erläutert, in dem sein Sohn und er den Gipfel eines Berges betreten: „Wir haben es geschafft“, sagt sein Sohn. Oder als der Erzähler am Ende der Reise schließlich erkennt, dass ihn seine gedankliche Abwesenheit davon abgehalten hat, sich der Beziehung zu seinem gestörten Sohn zu widmen: Er öffnet sich ihm nun, wie sich der Pazifik vor ihren Augen als ein Raum für  neue Begegnungen öffnet.
In mehreren Andeutungen offenbart der Erzähler seine Beziehung zu „Phaedrus“, der mehr und mehr als die Erzählerpersönlichkeit aus der Zeit vor dessen Elektroschock-Behandlung erahnt werden kann. Schließlich bekennt sich der Erzähler explizit zu seinem Alter Ego – und zu einer damals nur geheuchelten Heilung, um aus der Psychiatrie entlassen zu werden: „Ich bin Phaedrus.“ Dass Phaedrus nur ein antiker griechischer Rhetoriker sei, behauptet er nur gegenüber Freunden, die nichts von seiner Krankheit wissen. Das Gefühl einer Wiederbegegnung mit seinem früheren Ich ist ein neues Aufflackern der Krankheit und löst beim Erzähler Ängste und bei den Freunden Sorgen aus. Der Erzähler hofft, sich diesem „Geist“ durch die späte Würdigung von „Phaedrus“ endlich entledigen zu können. Dieser Teil seiner Persönlichkeit erhält immer größere Macht über den Erzähler, bis er sich schließlich nicht mehr gegen die feindliche Übernahme wehren kann, aber durch das Bekenntnis zu seiner kranken Seite gewinnt er an Kraft und kann sein neues Selbst und Phaedrus in einer gemeinsamen Identität vereinen.

## Philosophische Exkurse
Die philosophischen Einschübe haben sehr unterschiedliche Länge und Gewicht, von der pädagogisch-pragmatischen These der wachsenden Unabhängigkeit durch Lernen, über den Zusammenhang von Kunst und Technologie bis hin zur kurzen Zusammenfassung von Humes Empirismus, Kants Theorie apriorischer Erkenntnis oder der Kritik an Platon und Aristoteles. Der Erzähler wertet Phaedrus’, also seine eigenen früheren Ergebnisse, immer wieder als so einzigartige, so bahnbrechende, so revolutionäre Beiträge zur aktuellen Politik und Philosophie wie Kants Kopernikanische Wende damals. Phaedrus sei zu seiner Zeit verkannt worden, habe aber schon früh den Amerika krank machenden gesellschaftlichen Konflikt analysiert. Seine Einsichten seien zwar damals unzeitgemäß gewesen, würden sich nun aber mehr und mehr bestätigen und seien notwendig für die Heilung dieser drängenden gesellschaftlichen Krise. Damit schreibt der Erzähler dieser Figur eine späte messianische Wirkung zu.
Phaedrus sei überzeugt gewesen, den „Stillstand des westlichen Denkens“ überwunden zu haben: „Mit seinem Konzept der Qualität, mit einem Wort, hat er ein großes Rätsel des Universums gelöst und einen gordischen Knoten des dualistischen Denkens durchschnitten.“ Immerhin räumt der Erzähler ein, dass Phaedrus’ Überzeugungen für Dritte „lächerlich größenwahnsinnig“ geklungen haben könnten – seine Überheblichkeit ist vielleicht zusammen mit Problemen der Argumentation ein Grund dafür, dass das Buch von der Zunft der Philosophen weitgehend ignoriert wurde.

### Kritik griechischer Klassiker
In mehreren philosophischen Exkursen kritisiert der Erzähler griechische Klassiker, insbesondere Platon und Aristoteles. Der Erzähler wendet sich gegen die platonische Ideenlehre, in der die Welt der Erscheinungen von ihnen fremden Ideen bzw. Konzepten „dualistisch“ bestimmt werde. „Dualismus“ als Begriff für zu überwindende, krank machende Situationen, wird von Pirsig für mehrere Relationen verwendet: die Spaltung (s-)einer Persönlichkeit, die "Dichotomie" der Gesellschaft, die Spaltung der Realität in Objekte und die ihre Funktion bestimmenden Subjekte oder (ökonomischen) Konzepte („underlying forms“). Durch die Übernahme dieser klassischen Theorien sei daher „dieser Welt unsäglicher Schaden zugefügt“ worden. Den ihn beunruhigenden Gegensätzen oder gesellschaftlichen Konflikten setzt Pirsig seine Sichtweise entgegen, dass ein handelnder Mensch im Moment seines Handelns mit den Produkten seines Handelns identifiziert sein müsse. Schon hier sucht der Erzähler mit einem Willensakt zur  individuellen Identifikation die abstrakten Dichotomien aufzulösen, wie er auch den gesellschaftlichen Gegensatz der beiden Lebensweisen durch ein individuelles Bekenntnis zum Beendigung des Gegensatzes auflösen will.

### Fehler aller Wissenschaft
Der Erzähler führt das amerikanische soziale Chaos der späten 1960er und frühen 1970er Jahre auf einen gravierenden systematischen Denkfehler, einen Fehler der Methode aller wissenschaftlicher Hypothesenbildung zurück. Phaedrus habe bei seinen biologischen Labortests immer neue Hypothesen formulieren können, sodass er als erster die Schwächen des Empirismus in einem neuen Gesetz erfasst habe: „Die Anzahl der rationalen Erklärungen ist für ein beliebiges Phänomen unbegrenzt.“ Diese angebliche Flut möglicher Behauptungen oder Hypothesen, die daraus folgende Beliebigkeit aller Erkenntnis sowie die abnehmende Lebensdauer wissenschaftlicher Wahrheiten infolge intensiverer Forschung sei ein Fehler der heutigen Wissenschaft an sich. Diese Unverbindlichkeit allen Denkens habe auch die kulturellen Werte und Haltungen verwässert und damit zur gegenwärtigen sozialen Krise geführt.
Der Erzähler beruft sich in seiner Generalkritik auf ein Zitat Albert Einsteins, der die Notwendigkeit der Intuition bei der Formulierung von Hypothesen erwähnt, was Phaedrus als Bestätigung der Beliebigkeit und dadurch der Uferlosigkeit bei der Formulierung möglicher empirischer Hypothesen versteht. Der von Pirsig falsch gelesene Einstein betont dagegen in jenem Zitat, dass trotz aller mit Intuition gefundenen Hypothesen in jedem gegebenen Moment der Forschung eine einzige Hypothese sich aus pragmatischen Gründen als allen anderen überlegen darstellt, sodass die Zahl der theoretisch möglichen Hypothesen auf die aussichtsreichen reduziert werden könne.
Erkenntnis als Prozess oder die Erweiterung von Kenntnissen durch Sackgassen und Einsprüche („stuckness“) untersucht der Erzähler am Beispiel einer festsitzenden Schraube, ohne sich auf philosophische Vorgänger außer Henri Poincaré (1854 – 1912) zu beziehen. Dagegen wurde das Problem der Falsifikation empirischer Sätze vierzig Jahre nach Poincaré und mehr als zwanzig Jahre vor Pirsig prominent von Willard Van Orman Quine 1951 in seinem berühmten Aufsatz Zwei Dogmen des Empirismus untersucht. Quine bestätigt Einsteins Auffassung einer pragmatischen Reduzierung der Anzahl möglicher Hypothesen durch die Empirie bzw. Erfahrung. Mehr als ein Jahr will der Erzähler vergeblich nach Phaedrus’ theoretischen Vorläufern gesucht haben – Quine ist ihm dennoch entgangen. Der junge Phaedrus, der wegen seiner überdurchschnittlichen Intelligenz mit 14 Jahren ein Studium der Biochemie begonnen hatte, sei durch seine Überzeugung von der Hypothesenbeliebigkeit so blockiert gewesen, dass er mit 17 wegen „mangelnder Leistungen und Unreife“ von der Universität relegiert worden sei.

### Beteiligung, Identifikation und Qualität
Die Erfahrung der Grenzen der empirisch arbeitenden Vernunft habe Phaedrus die folgenden Jahre beschäftigt und ihn schließlich als Dozent an der Montana State University, Bozeman, dazu gezwungen, anlässlich einer Vorlesung über Rhetorik ein neues Konzept von Rationalität bzw. Systematik und Qualität zu entwickeln. Dieses Konzept hat für seine gesellschaftliche Konfliktlösung eine katalysatorische Funktion:
Phaedrus entwickelt eine Unterrichtsmethode der Beteiligung von Studenten, die rhetorische Instrumente durch Experimente und gemeinsame Auswertungen erlernen. Statt eines dogmatischen Vortrags über rhetorische Qualitätsmerkmale, Anforderungen an Einheitlichkeit, Zitierung, Aufbau, Stil usw. erarbeiten seine Studenten ihre Qualitätskriterien an Textbeispielen. Da die Studenten in den Übungen und Auswertungen einen Konsens über Qualitätskriterien ohne seine Einmischung erreichen, schlussfolgert Pirsig, dass „Qualität“ den Studenten intuitiv bekannt sein müsse und folgert – wenig überzeugend – weiter, dass sie sich a) überhaupt nicht definieren lasse und b) nicht definiert werden sollte, um den Individuen nicht entfremdet und von außen aufgezwungen zu werden.
Dieses vom Erzähler dann als „irrational“ bezeichnete Verfahren, die gemeinsame diskursive Prüfung von Hypothesen, wurde im Ansatz schon von Sokrates im undogmatischen Gespräch auf den Straßen Athens (Mäeutik) verwendet und ist heute in differenzierter Form als Peer Review ein wissenschaftliches Standardverfahren.
Die Identifikation seiner Studenten mit dem Lernprozess und das gemeinsame Verständnis von „Qualität“ erreicht Phaedrus durch die Offenheit seiner neuen Seminarstrukturen und die Aktivierung vorhandener Kompetenzen der Studenten. Aber statt die Beteiligung, die Mitwirkung, die Mit- oder Selbstbestimmung als wesentliche neue Struktur und Ursache zu betonen, fokussiert der Erzähler allein auf die Wirkung, den Konsens der Seminarteilnehmer über „Qualität“. Nicht das Empowerment der Produzenten durch die Veränderung der Seminarstrukturen, sondern nur die „Qualität“, den Effekt der neuen Identifikation überträgt Phaedrus später aus seinem Seminar auf die „romantische“ Kultur der Hippies und Beatniks: Diese sollen sich ohne Änderung der Strukturen mit ihrer kapitalistischen Umgebung identifizieren, dieser „Trauerversammlung“ der amerikanischen Gesellschaft, in der das Establishment jede Strukturveränderung, beispielsweise schon die Gründung von Gewerkschaften, zu verhindern sucht.

### Bewusstseinswandel entscheidet über Qualität
Der Erzähler bzw. Phaedrus sucht, entgegen seiner vorherigen These von der Nicht-Definierbarkeit, nach einem Begriff von Qualität, der nicht einzelnen Disziplinen, Mächten oder Interessen untergeordnet ist, sondern die äußere Ordnung der Welt mit subjektivem Sinn verbindet. Da Qualität ein Begriff sowohl der klassischen wie der romantischen Weltanschauung sei, werde er bisher zwar sehr unterschiedlich verstanden, könne aber beide Welten vereinen und versöhnen. Es sei entscheidend, dem Subjektiv-Objektiv-Dilemma zu entgehen und Qualität weder als rein subjektiv (und daher willkürlich) noch als rein objektiv (und daher repressiv) aufzufassen. Dann könnten die zerstörerischen Auswirkungen des Systems gezähmt und mit den es ablehnenden romantischen Effekten verbunden werden. Der Gegner sei die „Squareness“, die für das System stehende „Rechteckigkeit“, die die permanente Unterordnung der Individuen unter Autoritäten fordere.
Die Lösung des gesellschaftlichen Konflikts liegt für den Erzähler zunächst in objektiven Bedingungen, in einem Setting, das eine Kultur der individuellen Würde und Identifikation mit den Umständen erleichtert. Aber im Unterschied zu seiner bisherigen Argumentation von Identifikation als Struktureffekt, als kausale Folge der Umstände, betont der Erzähler jetzt die Gleichwertigkeit von gesellschaftlichen Strukturen und den davon unabhängigen subjektiven Entscheidungen für mehr Verantwortung bzw. bessere Qualität. Er formuliert so gleichsam die Aufforderung: Du kannst dich immer mit deinen Aufgaben identifizieren, wie auch immer die Umstände sind! Als Beispiel einer gelungenen Fusion von Subjekt und Objekt beschreibt er eine kleine Werkstatt in Grants Pass, einer Stadt im südlichen Oregon, in der ein älterer Mechaniker ihn mit seiner Kompetenz der Metallbearbeitung sprachlos macht – ob die Identifikation dieses Mechanikers mit seiner Arbeit eventuell Effekt einer Mit- oder Selbstbestimmung ermöglichenden Eigentumsstruktur sein könnte, wird nicht geklärt.
Der Erzähler bzw. Phaedrus entscheidet sich  nun, beide Seiten definitorisch zu verknüpfen und damit das Problem des kulturellen Gegensatzes ohne  einen Hinweis auf dafür notwendige gesellschaftliche Strukturveränderungen zu lösen: „Qualität“ sei (nur noch) eine Beziehung der Bewusstwerdung, der „Wahrnehmung“ bzw. der Achtsamkeit von Subjekten für ihre Umgebung, ein „Ereignis“, ein positives „Erlebnis“ der Verbindung von Subjekt und Objekt. Mit diesen Definitionen widerspricht der Erzähler seiner mehrfach zuvor behaupteten Undefinierbarkeit von Qualität und dem von ihm beschriebenen Kontext von Strukturveränderung, Identifikation und Qualität.
Mit seiner Definition von Qualität, der Neufassung eines Wortes, ruft der Erzähler die beiden einander entgegen gesetzten gesellschaftlichen Kulturen des „klassischen“ und des „romantischen“ Denkens zur beidseitigen Achtsamkeit auf. Entgegen seinem Ziel einer Lösung des gesellschaftlichen Konflikts wird damit eine gesellschaftliche Veränderung auf die Empfehlung zur Änderung des Bewusstseins reduziert. Statt einer Versöhnung gegensätzlicher Weltanschauungen empfiehlt Pirsig damit die Zustimmung zu den Entfremdung verursachenden  gesellschaftlichen Strukturen.

### System der Entfremdung
Auch hier nicht ausdrücklich benannt, aber in den wenigen konkreten Beispielen und Andeutungen erkennbar, ist der eigentliche Gegner der Individuen die unternehmerische Macht, die nur vage als „Denken in größeren Zusammenhängen“, als „das System“, als „Entfremdung im eigenen Land“, als ein die „menschliche Würde zerstörender Mechanismus“ umschrieben wird, also ein System, das inspiriere wie „eine Trauerversammlung, zu der alle hingehen, dieser hochgespielte, beschissene, supermoderne Ich-bezogene Lebensstil, der beansprucht, das ganze Land zu besitzen.“ Was auf der einen, der objektiven Seite, ein fremdbestimmendes System ist, drängt auf der anderen, der subjektiven Seite, die Handelnden in eine „Beobachterrolle“ ohne Identifikation mit ihren Aufgaben, in entfremdete Arbeit: „Die Menschen kommen in eine Fabrik und arbeiten von acht bis fünf an Aufgaben ohne Bedeutung, die sie nicht hinterfragen, weil die Strukturen es nicht zulassen.“
Aber diese dominierenden Strukturen, die Wirtschaftsordnung des Kapitalismus mit seinen gegensätzlichen sozialen Interessen, hinterfragt auch der Erzähler nicht und die mit diesen Strukturen verbundene politische Katastrophe des Vietnamkriegs und die Massenproteste gegen ihn als Zeichen der gesellschaftlichen Krise kommen im Text nicht einmal vor. Für den Erzähler bleibt es der Gegensatz eines „primären“, technisierten, aber die Individuen voneinander und ihrer Technologie trennenden Amerikas, und eines „sekundären Amerikas“ der Nebenstraßen, auf denen es das Gefühl der Sinnlosigkeit, der „Einsamkeit“ „vor einhundert oder zweihundert Jahren“ nicht gegeben habe. Diese romantische Verklärung einer jahrhundertelangen, durch Sklaverei und unbegrenzten Kapitalismus geprägten Phase der amerikanischen Geschichte betont die vom Erzähler vertretene ausschließlich „weiße“ Sicht auf die Spaltung Amerikas.

### Konservative Wende
Obgleich der Erzähler sich bzw. Phaedrus rühmt, nach tieferen Strukturen zu forschen, bleiben die von ihm angesprochenen gesellschaftlichen Strukturen außen vor. Der Erzähler löst sich vom Zusammenhang von Subjekt und Objekt und konzentriert sich nunmehr auf eine Seite, auf die Änderung der Subjekte, die Veränderung ihres Bewusstseins: Um die Welt zu verbessern, würden Diskussionen oder politische Programme als Anweisungen für andere oder der Abriss einer Fabrik oder der Protest gegen die Regierung nichts nutzen. „Das wirkliche Motorrad, an dem du arbeitest, bist du selbst. Die Maschine da draußen und die Person hier drinnen sind nicht voneinander zu trennen.“
Die Lösung der gesellschaftlichen Probleme Amerikas liege daher nicht in der Veränderung gesellschaftlicher Strukturen, sondern in individuellen Entscheidungen für Qualität, für das Funktionieren in den gesellschaftlichen Verhältnissen: Die Welt werde zuerst durch das eigene Herz, den eigenen Kopf, die eigene Hand verbessert. Ob man ein Motorrad repariere oder eine Fabrik baue oder eine Nation vereine – in allen Fällen sei ein Bewusstsein von Werten, von Qualität notwendig, die selbst keine Methode, aber ein Ziel sei. Das für eine Änderung sozialer Strukturen von Martin Luther King 1963 skandierte I have a Dream re-interpretiert Pirsig 1974 auf seine Art: Geht mit euren Träumen nicht zu Protesten, geht zum Psychiater! Es ist ein Rätsel ideologisch-hegemonialer Verwirrung, wie diese im Kern konservative Botschaft „die Bibel einer ganzen Generation“ in Bewegung werden konnte.

## Rezeption
Christopher Lehmann-Haupt schreibt in der New York Times: „Ich bedaure jetzt, dass mir die Sachkenntnis in der Philosophie fehlt, um die Ideen von Herrn Pirsig auf eine echte Probe zu stellen, denn dieses Buch kann sehr wohl ein zutiefst wichtiges sein – ja ein großartiges sogar – voller Einblicke in unsere verblüffendsten gegenwärtigen Dilemmata. Ich weiß es einfach nicht. Aber was auch immer sein wahrer philosophischer Wert ist, es ist intellektuelle Unterhaltung auf höchstem Niveau.“
Michael Schümann urteilt in einer Fachzeitschrift für Motorräder: „Die einen liebten und verehrten das Buch. Die anderen quälten sich mit philosophischer Betrachtung von Luftfilterwechsel und Transzendenz der Ventileinstellung nur herum. Manches in der teilweise autobiographischen Beschreibung Pirsigs einer Motorradreise mit seinem Sohn Chris durch die USA der Hippie-Ära blieb unverständlich. Wer eine Abenteuergeschichte erwartet hatte, stellte sich oft eine andere als die von Pirsig gesuchte Sinnfrage – und gab nach einem Drittel der 450 Seiten auf.“
Willi Winkler sieht in dem Werk eine „Mystik der Selbsterkenntnis […], indem er eine Art motorisierten Nietzsche in die amerikanische Nützlichkeitsgesellschaft einführte.“
Angeregt durch Entwicklungen im akademischen Bereich, Wissenschaft und in der Forschung, wie z. B. die Replikationskrise und die Predatory Publishing, wurde der Kerngedanke des Buches, die Suche nach Qualität, auch für den akademischen Bereich diskutiert.

## Ausgaben
- Robert M. Pirsig: Zen and the Art of Motorcycle Maintenance: An Inquiry into Values. William Morrow, 1974, ISBN 0-688-00230-7.
- Robert M. Pirsig: Zen and the Art of Motorcycle Maintenance: An Inquiry into Values, Corgi Edition: London 1978

deutsch:
- Robert M. Pirsig: Zen und die Kunst ein Motorrad zu warten. Ein Versuch über Werte. Aus dem Amerikanischen von Rudolf Hermstein. S. Fischer, Frankfurt 1976, ISBN 3-10-061901-3; Fischer-Taschenbuch-Verlag, Frankfurt 1978, ISBN 3-596-22020-3.
- Robert M. Pirsig: Zen und die Kunst ein Motorrad zu warten. Ein Versuch über Werte. Mit einem Nachwort des Autors: Zehn Jahre nach Erscheinen der ersten Ausgabe. Fischer-Taschenbuch-Verlag, Frankfurt 2005, ISBN 3-596-50855-X.